# Good Kid
Good Kid é uma banda de indie rock de cinco membros de Toronto, Ontário. É composto por cinco membros: o vocalista Nick Frosst, o baterista Jon Kereliuk, o baixista Michael Kozakov e os guitarristas David Wood e Jacob Tsafatinos. O mascote da banda, conhecido como "Nomu Kid", aparece principalmente em seu marketing e mídias sociais. Eles lançaram seu primeiro EP autointitulado em 2018. Dois anos depois, eles lançaram Good Kid 2. Em 2020, a banda ganhou popularidade por meio do uso de suas músicas em streams de Fortnite. A banda lançou seu EP Good Kid 3 em 14 de abril de 2023, que contém duas de suas músicas mais tocadas no Spotify, Mimi's Delivery Service e No Time to Explain. A banda optou por não emitir avisos DMCA para que sua música pudesse ser usada em streams. Mais recentemente, eles lançaram seu quarto EP, Good Kid 4, em 27 de março de 2024. Este EP tem sua música mais popular, um cover de From the Start, da cantora Laufey, que ganhou mais de 90 milhões de audições no Spotify desde seu lançamento.

## História
A primeira canção do Good Kid, "Nomu", foi lançada em 13 de outubro de 2015. Introduziu o mascote da banda, Nomu Kid, que recebeu o nome da música. Nos anos seguintes, a banda lançou mais singles: "Atlas" em 13 de maio de 2016, "Witches" em 6 de junho de 2017 e "Tell Me You Know" em 4 de junho de 2018. Seu primeiro EP, intitulado Good Kid, foi lançado em 15 de junho de 2018.
No meio de 2020, a banda começou a lançar singles que depois seriam postos em seu segundo EP: "Everything Everything" em 20 de julho, "Drifting" em 28 de agosto e "Down With the King" em 2 de outubro. Good Kid 2 foi lançado em 6 de novembro de 2020. A canção principal, "Down With the King", foi baseada em Donkey Kong Country; a letra descreve o cantor preso no jogo e ligando para seu amigo pedindo ajuda.
Depois do lançamento de Good Kid 2, a Good Kid lançou um jogo de realidade alternativa nas redes sociais para promover um jogo de browser chamado Ghost King's Revenge. A premissa era que seu mascote, Nomu Kid, havia desaparecido e foi capturado pelo antagonista do jogo. Ghost King's Revenge apresentou uma trilha sonora composta por músicas originais e arranjos chiptune de todas as músicas do Good Kid apresentadas em Good Kid e Good Kid 2.
No final de 2020, Good Kid ganhou popularidade na comunidade de Fortnite. Os streamers de Fortnite em sites como Twitch e YouTube costumavam tocar músicas do Good Kid em seus streams, introduzindo-as aos espectadores. Isso se estendeu a jogadores de alto nível, como FaZe Clan e Bugha. Os membros da banda começaram a participar nesses streams, repostando montagens de Fortnite que incluíam suas músicas. Jogadores de Fortnite fizeram campanha para que a música Good Kid fosse adicionada ao rádio dentro do jogo. Em resposta, a Epic Games pediu Good Kid para enviarem duas de suas músicas para serem incluídas; a banda escolheu "Witches", que foi adicionada em junho, com recepção positiva da banda. Mais duas de suas músicas foram adicionadas ao Fortnite.
Em resposta à controvérsia sobre as alegações de DMCA e ao número de pessoas que incluíram suas músicas em streams, Good Kid disse que não emitiria remoções contra os streamers. De acordo com Tsafatinos, essa reação veio da observação da banda de que a maioria dos streamers eram jovens que "só queriam tocar a música que gostavam no stream" e provavelmente não sabiam sobre o sistema DMCA.
Em 2023, eles anunciaram The Return of The Kid, seu tour do ano. O tour foi aberta a todas as idades e aconteceu do dia 6 de maio a 2 de junho. Os locais foram principalmente nos Estados Unidos da América, com exceção de um show que ocorreu em Toronto.
Em 20 de junho, Portugal. The Man anunciou Good Kid como convidado especial para seu tour canadense do dia 6 a 18 de novembro.
Em 2024, Good Kid foi nomeado para o prêmio de "Grupo Inovador do Ano" no Juno Awards de 2024.

## Influências
O trabalho inicial do Good Kid foi inspirado em bandas de indie rock e J-rock dos anos 2000, como The Strokes, Two Door Cinema Club, Bloc Party e Kana-Boon. Em 2019, eles citaram suas influências atuais como PUP, Peach Pit e Last Dinosaurs.

## Membros
Nick Frostst - Vocalista principal, nascido em 5 de janeiro de 1993
- Fundador da Cohere, uma grande empresa de modelos de linguagem
- Diploma da Universidade de Toronto em 2015, Bacharel em Ciências com dupla especialização em Ciência da Computação e Ciência Cognitiva
- Trabalhou na RSWE - Google Brain de fevereiro 2016 a janeiro 2020

Jonathon Kereliuk - Baterista, nascido em 2 de março
- Diploma da Universidade de Toronto em 2017, Bacharel em Ciências, Ciência da Computação e Matemática
- Engenheiro de software na Google de junho de 2017 a agosto de 2019, trabalhando no Chrome de junho de 2017 a setembro de 2018 e na Cloud Healthcare/Life Sciences de setembro de 2018 a agosto de 2019

Michael Kozakov – Baixista, nascido em 2 de setembro de 1989
- Soldado no departamento de TI do exército israelense de 2008 a 2011
- Diploma da Universidade de Toronto em 2015, Bacharel em Ciência da Computação com especialização em Estudos Alemães
- Filho de Mikhail Kozakov
- Tem um gato Scottish Fold chamado Mel[9]
- Atualmente Gerente de Engenharia de Software na Cohere dede outubro de 2022
- Anteriormente engenheiro de software na Amazon, Snapchat

David Wood – Guitarrista, nascido em 13 de outubro
- Atualmente engenheiro full stack na Universe desde fevereiro de 2020
- Anteriormente engenheiro de software na Gobble, SWTCH, Alan Dhingra

Jacob Tsafatinos – guitarrista, nascido em 2 de dezembro
- Atualmente engenheiro de software sênior na Uber desde dezembro de 2022
- Anteriormente desenvolvedor de software na Amazon, Shopify, Uber, Elemy

EPs
- Good Kid (2018)
- Good Kid 2 (2020)
- Ghost King's Revenge (OST) (álbum chiptune / remix de 2020)
- Good Kid 3 (2023)
- Good kId 4 (2024)[10]
- Acoustic Kid (2024) [Originalmente lançado como lado B de Good Kid 4 (Vinil), agora sendo lançado como EP independente][11]

Singles
- "Nomu" (2015)
- "Atlas" (2016)
- "Witches" (2017)[8]
- "Tell Me You Know" (2018)
- "Slingshot" (2019)[8]
- "Nomu x Animal Crossing " (2020)
- "Everything Everything" (2020)
- "Drifting" (2020)
- "Down With the King" (2020)
- "Orbit" (2021)[2]
- “No Time to Explain”[12][13] (2022)
- "First Rate Town" (2023)
- "Mimi's Delivery Service" (2023)
- "Ground" (2023)[14]
- "From the Start" [cover de Laufey] (2023)
- "Bubbly" (2024)
- "Break" (2024)[10]
- "Summer" (2024)
- "Second Rate Town - Acoustic" (2024)

Músicas
- "Nomu" (2015)
- "Atlas" (2016)
- "Witches" (2017)[8]
- "Tell Me You Know" (2018)
- "Slingshot" (2019)[8]
- "Nomu x Animal Crossing " (2020)
- "Faster" (2020)
- "Alchemist" (2020)
- "Everything Everything" (2020)
- "Drifting" (2020)
- "Down With the King" (2020)
- "Aloe Lite" (2020)
- "Pox" (2020)
- "Orbit" (2021)[2]
- “No Time to Explain”[12][13] (2022)
- "First Rate Town" (2023)
- "Mimi's Delivery Service" (2023)
- "Madeleine" (2023) (Criado antes da banda existir)
- "Osmosis" (2023)
- "Ground" (2023)[14]
- "From the Start" [cover de Laufey] (2023)
- "Bubbly" (2024)
- "Break" (2024)[10]
- "Summer" (2024)
- "Dance Class" (2024)
- "Premier Inn" (2024)
- "Second Rate Town - Acoustic" (2024)